# 麗晶花園

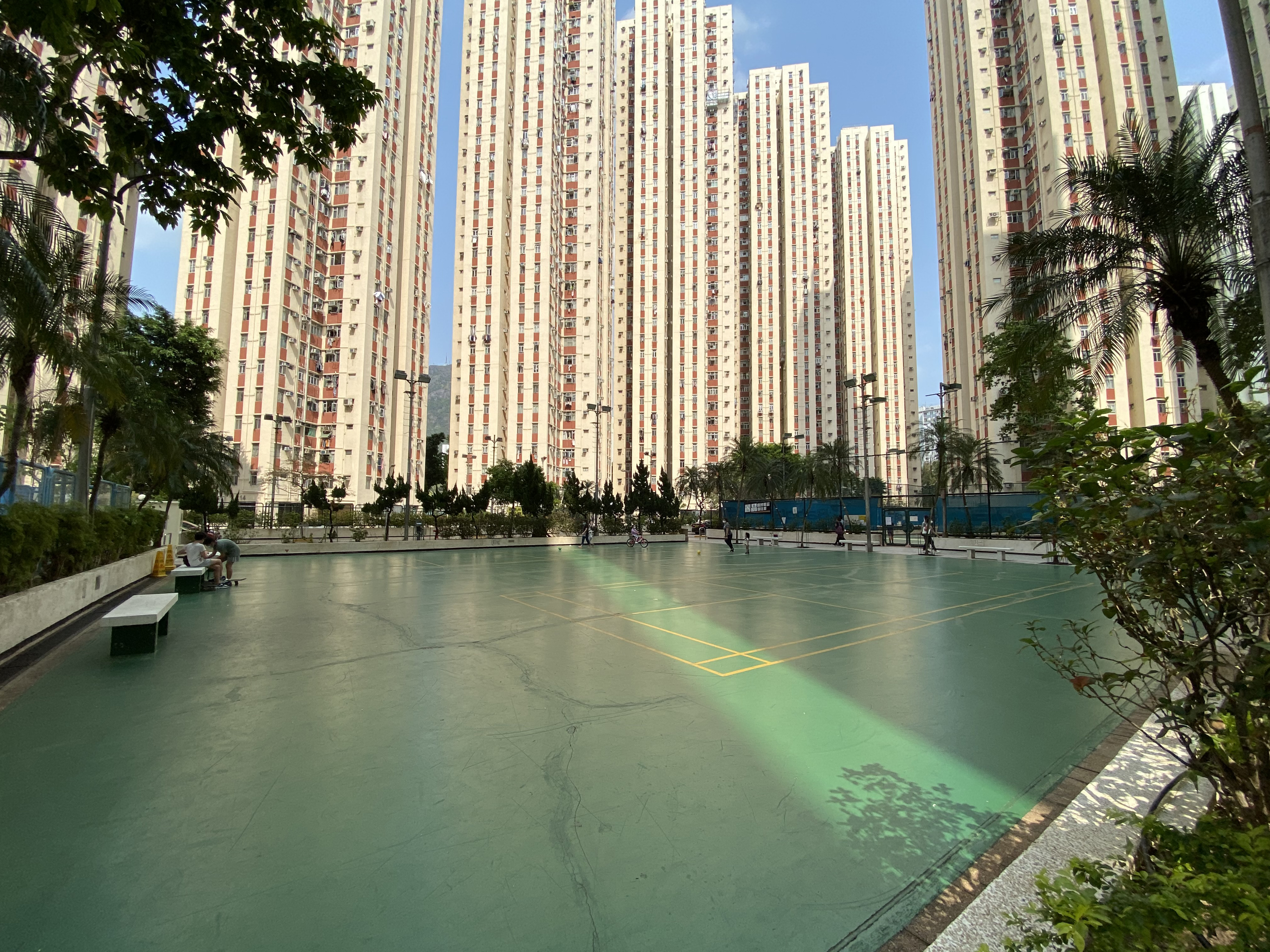
麗晶花園的羽毛球場為多用途場地

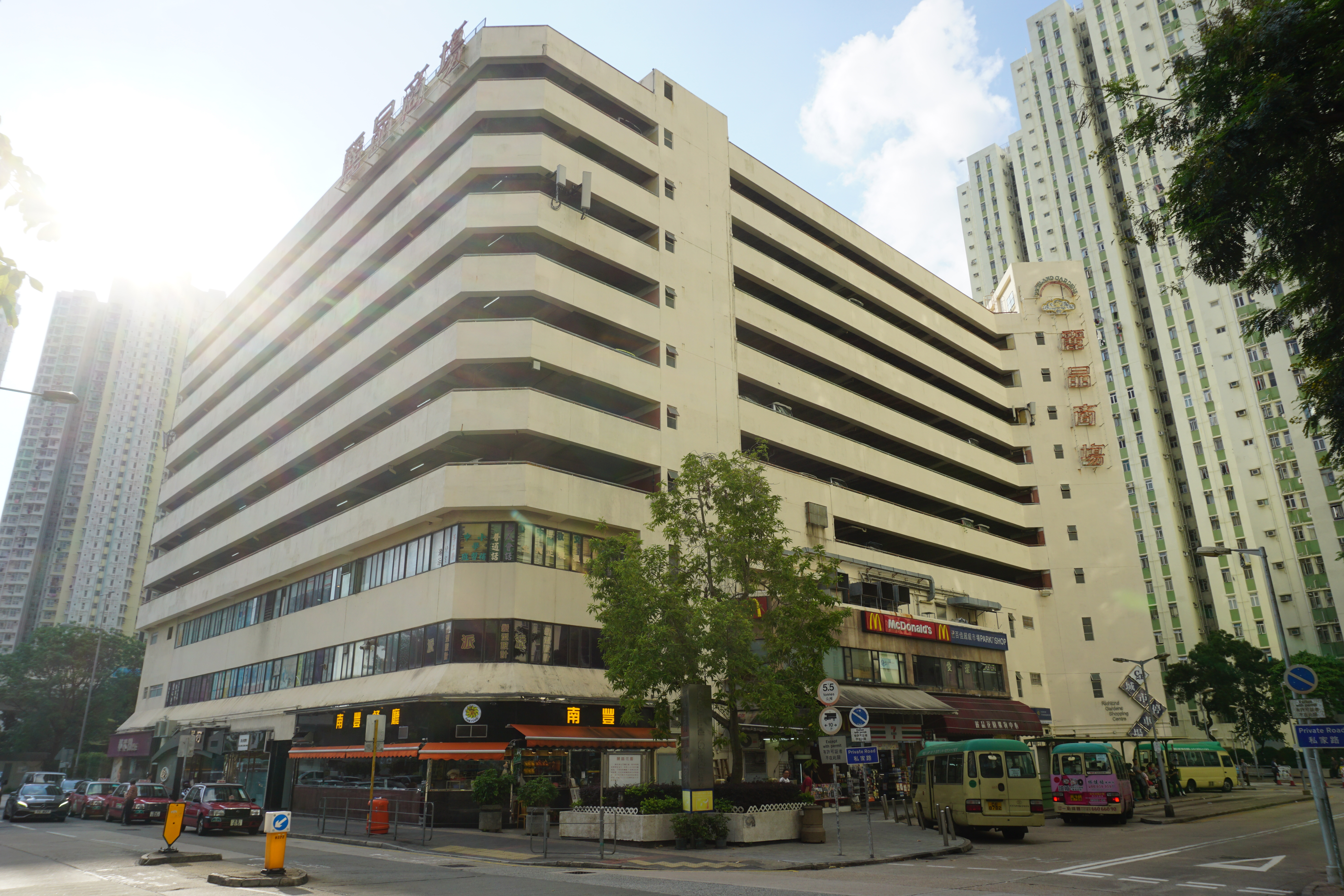
麗晶商場上方為停車場，而對出設小巴總站

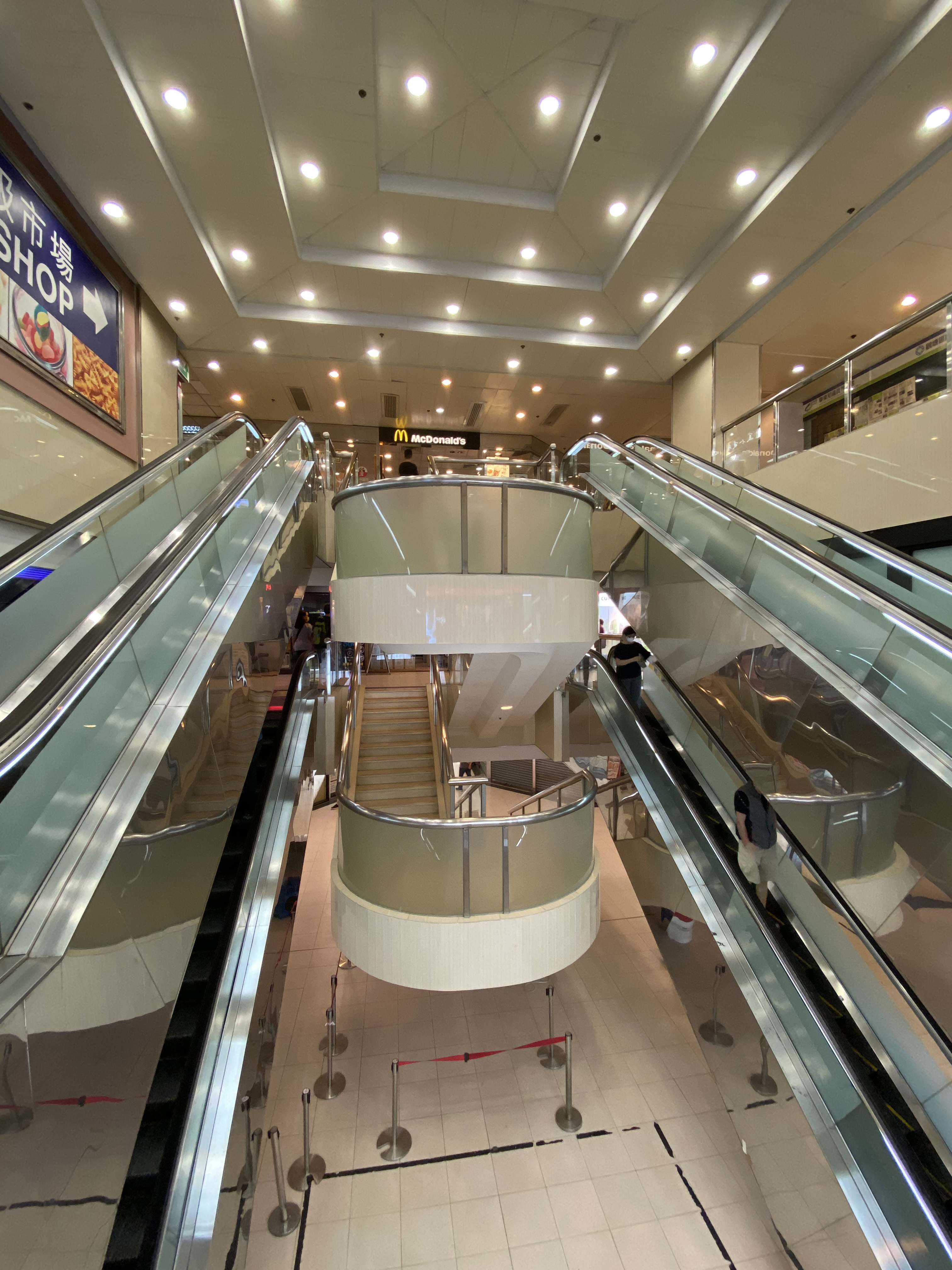
麗晶商場內貌

麗晶花園（英語：Richland Gardens）是香港一個私人參建居屋屋苑，由瑞安集團的附屬公司「Triprofit Enterprise Limited」發展，及由香港房屋委員會負責監管整個發展過程及推售，為瑞安集團首個「設計與建造」項目，而建築師、結構工程師及屋宇裝備工程師均由發展商旗下公司瑞安工程（顧問）擔任，由瑞安承建建造，瑞安物業管理（現稱泓建）負責物業管理。
麗晶花園位於香港九龍觀塘區九龍灣宏光道80號，鄰近啓業邨、德朗邨。屋苑原本作工業用地，後來政府為增加居屋供應，因而將用地改劃。不過多個部門認為該處鄰近啟德機場，認為不適合用作房屋發展。唯政府最終未有理會，項目於1983年8月開始動工，1984年10月16日至10月30日接受申請，1985年4月落成入伙，建築費為港幣642,168,000元。它亦為居者有其屋計劃計劃第六期乙唯一一個居屋屋苑。

## 屋苑簡介
麗晶花園是香港最具規模的私人機構參與居者有其屋計劃，座落於九龍灣，共建有22座住宅樓宇，樓高32至34層，共提供5,904個住宅單位，建築面積由43.7平方米至57.9平方米不等，分兩廳兩房及兩廳三房式間格，適合大小家庭安居。
麗晶花園另設一個獨立商場及停車場，樓高十層，其中最低三層闢為購物中心，樓上各層則為大型停車場，供住戶及購物人士使用。購物中心總面積7,000多平方米，全部中央空氣調節，並有自動電梯直達各層。而在第21及22座地下也設有一間惠康超級市場（前身為街市）和基督教小天使（麗晶）幼稚園 （页面存档备份，存于）。此外屋苑還設有網球場、籃球場、羽毛球場和泳池。
麗晶花園西面對開，從前為啟德機場的貨機停機坪。由於附近沒有建築物遮擋，景觀開揚且有海景。2010年代，香港房屋委員會在部份前停機坪用地興建了啟晴邨和德朗邨，鄰近用地亦將會興建新居屋之用。
在1988年4月興建觀塘繞道時，政府在鄰近麗晶花園的一段，把道路以藍色半透明隔音屏遮蓋，以阻隔出入大老山隧道汽車之噪音。
1986年首播的無綫電視重頭劇《流氓大亨》曾於剛入伙的麗晶花園取景。
屋苑食水供水系統獲水務署頒發「大廈優質供水認可計劃－食水（管理系統）」金證書。
2022年10月，業主立案法團註冊成立。

## 屋苑資料

### 樓宇
| 樓宇名稱（座號） | 樓宇類型                          | 落成年份 | 每座層數     | 每層伙數 | 每座單位數目（伙） | 提供升降機的廠商 |
| ---------------- | --------------------------------- | -------- | ------------ | -------- | ------------------ | ---------------- |
| 第1座            | 私人參建居屋樓宇設計 （十字井型） | 1985年   | 34           | 8        | 272                | 三菱电机         |
| 第2座            | 私人參建居屋樓宇設計 （十字井型） | 1985年   | 34           | 8        | 272                | 三菱电机         |
| 第3座            | 私人參建居屋樓宇設計 （十字井型） | 1985年   | 34           | 8        | 272                | 三菱电机         |
| 第4座            | 私人參建居屋樓宇設計 （十字井型） | 1985年   | 34           | 8        | 272                | 三菱电机         |
| 第5座            | 私人參建居屋樓宇設計 （十字井型） | 1985年   | 34           | 8        | 272                | 三菱电机         |
| 第6座            | 私人參建居屋樓宇設計 （十字井型） | 1985年   | 34           | 8        | 272                | 三菱电机         |
| 第7座            | 私人參建居屋樓宇設計 （十字井型） | 1985年   | 33           | 8        | 264                | 三菱电机         |
| 第8座            | 私人參建居屋樓宇設計 （十字井型） | 1985年   | 33           | 8        | 264                | 三菱电机         |
| 第9座            | 私人參建居屋樓宇設計 （十字井型） | 1985年   | 33           | 8        | 264                | 三菱电机         |
| 第10座           | 私人參建居屋樓宇設計 （十字井型） | 1985年   | 33           | 8        | 264                | 三菱电机         |
| 第11座           | 私人參建居屋樓宇設計 （十字井型） | 1985年   | 33           | 8        | 264                | 三菱电机         |
| 第12座           | 私人參建居屋樓宇設計 （十字井型） | 1985年   | 34           | 8        | 272                | 三菱电机         |
| 第13座           | 私人參建居屋樓宇設計 （十字井型） | 1985年   | 34           | 8        | 272                | 三菱电机         |
| 第14座           | 私人參建居屋樓宇設計 （十字井型） | 1985年   | 34           | 8        | 272                | 三菱电机         |
| 第15座           | 私人參建居屋樓宇設計 （十字井型） | 1985年   | 34           | 8        | 272                | 三菱电机         |
| 第16座           | 私人參建居屋樓宇設計 （十字井型） | 1985年   | 34           | 8        | 272                | 三菱电机         |
| 第17座           | 私人參建居屋樓宇設計 （十字井型） | 1985年   | 34           | 8        | 272                | 三菱电机         |
| 第18座           | 私人參建居屋樓宇設計 （十字井型） | 1985年   | 34           | 8        | 272                | 三菱电机         |
| 第19座           | 私人參建居屋樓宇設計 （十字井型） | 1985年   | 34           | 8        | 272                | 三菱电机         |
| 第20座           | 私人參建居屋樓宇設計 （十字井型） | 1985年   | 33           | 8        | 264                | 三菱电机         |
| 第21座           | 私人參建居屋樓宇設計 （十字井型） | 1985年   | 33（2-33樓） | 8        | 256                | 三菱电机         |
| 第22座           | 私人參建居屋樓宇設計 （十字井型） | 1985年   | 33（2-33樓） | 8        | 256                | 三菱电机         |

## 相片集

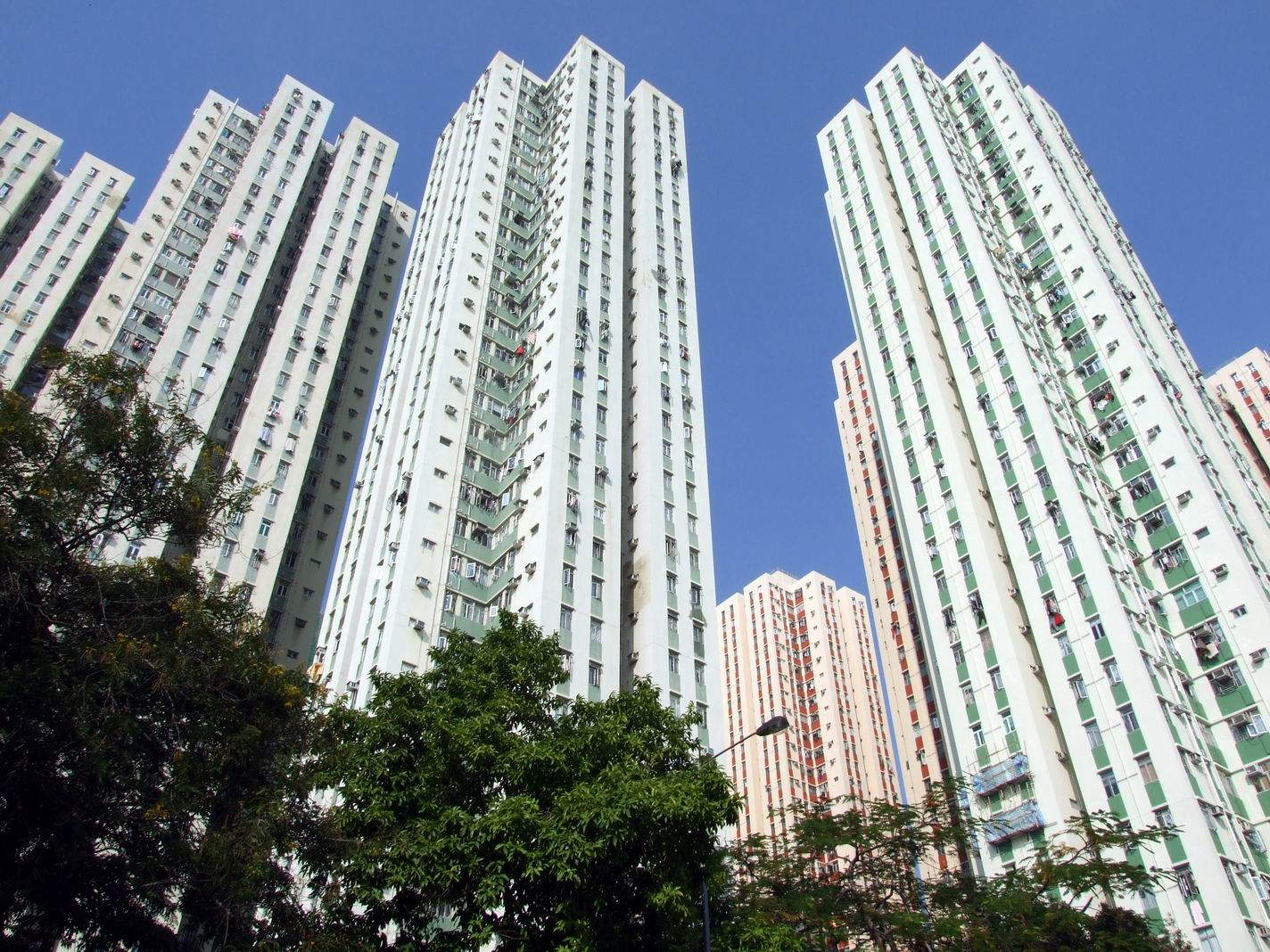
麗晶花園近觀
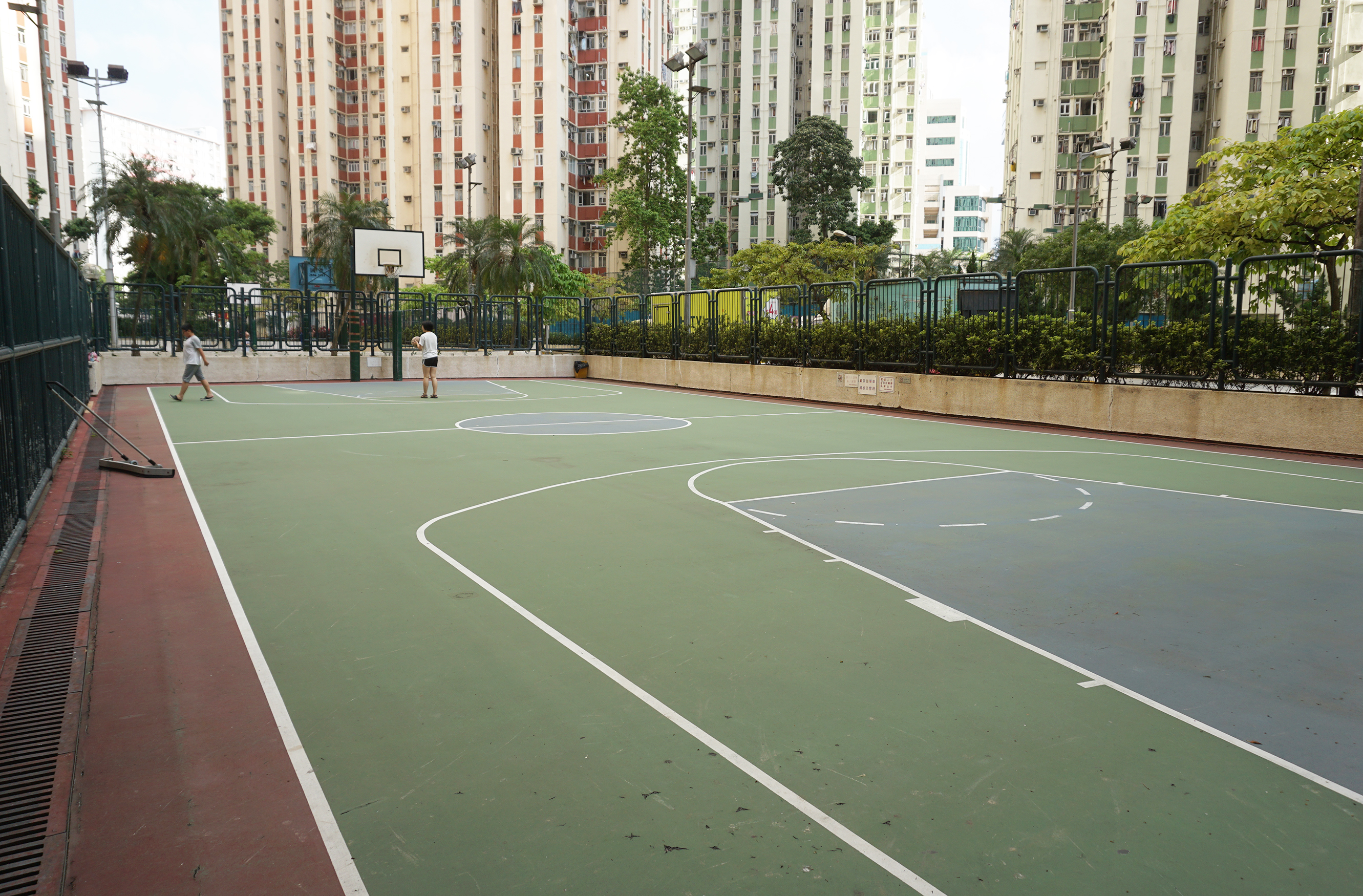
籃球場
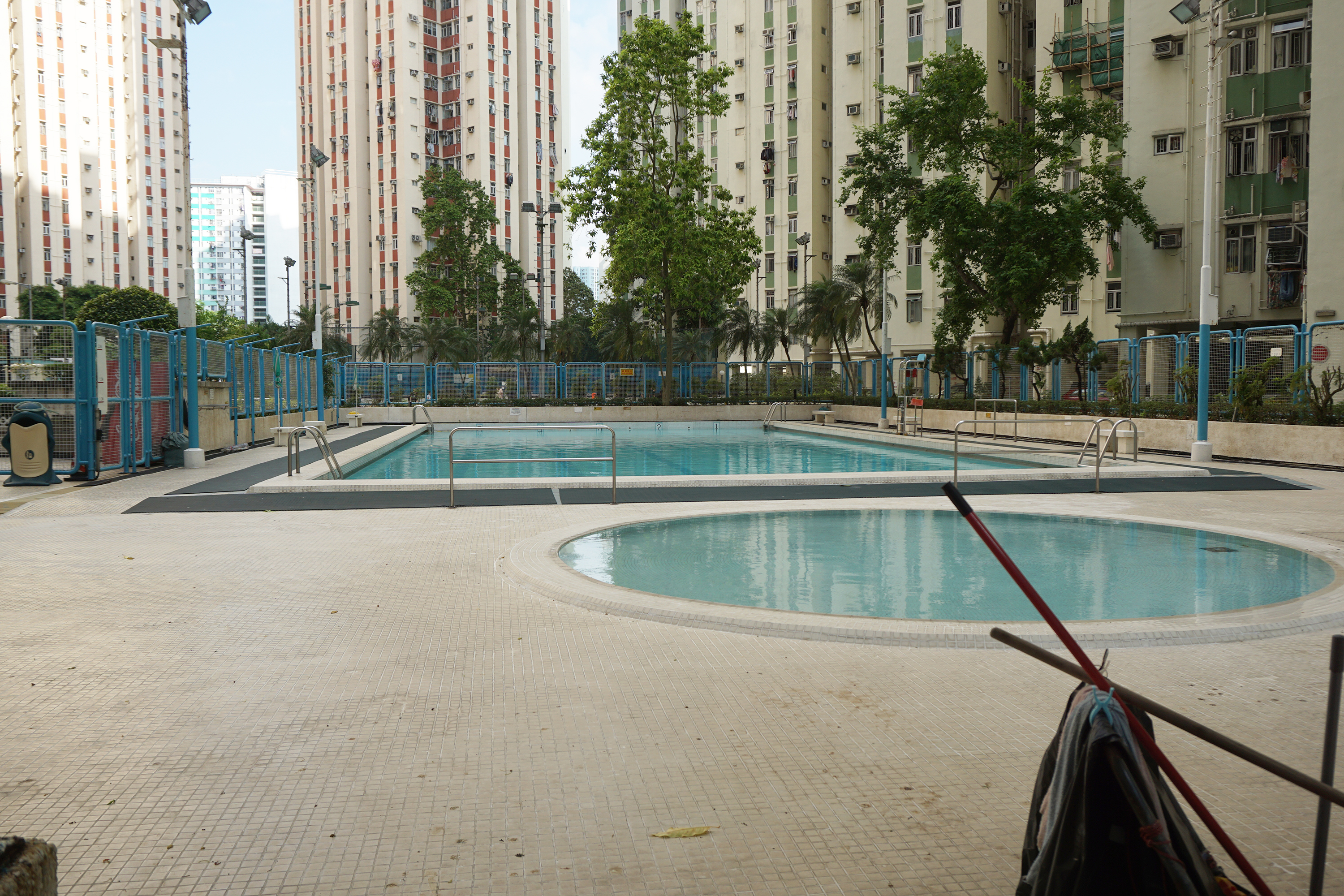
泳池
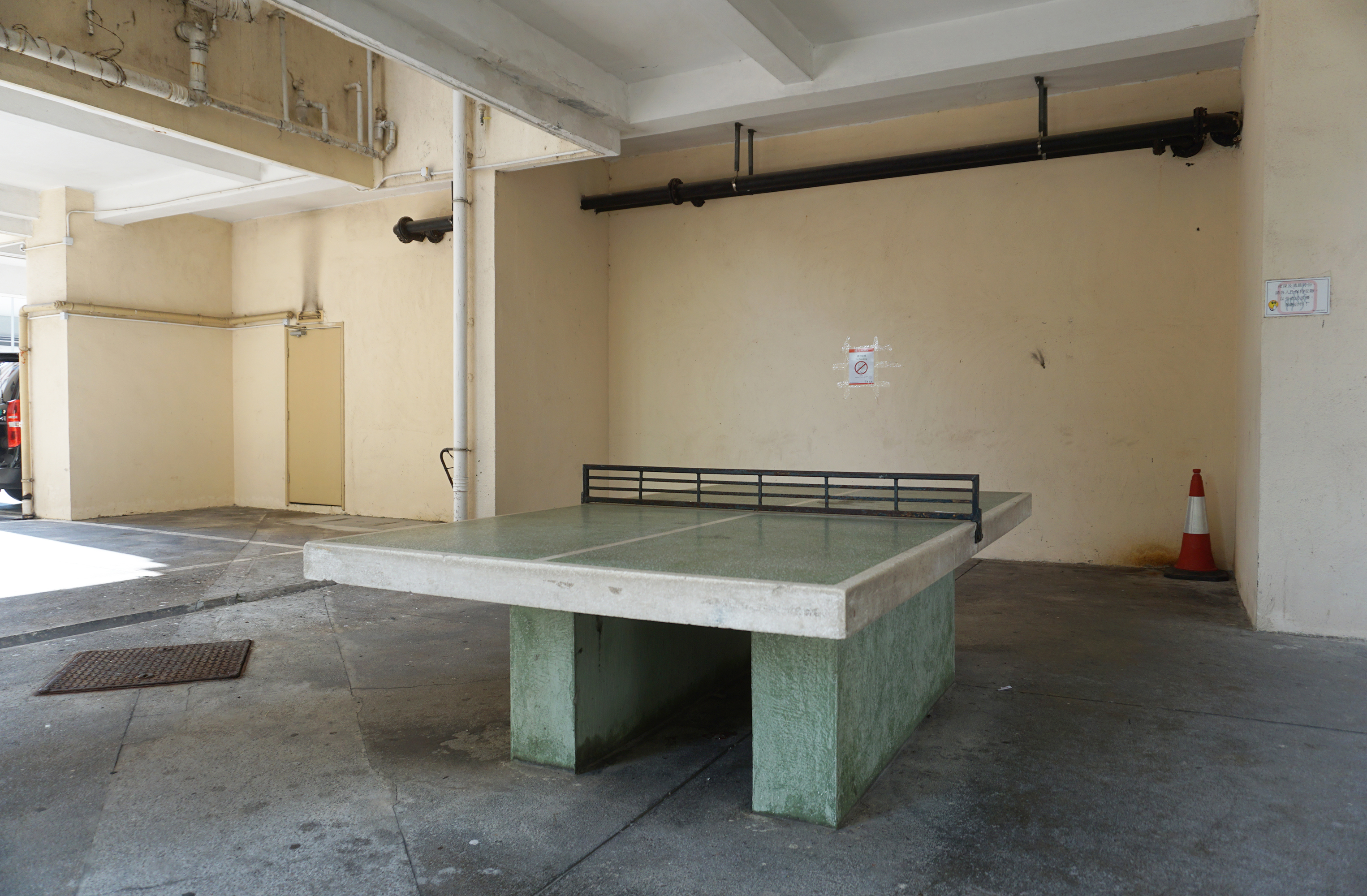
乒乓球桌
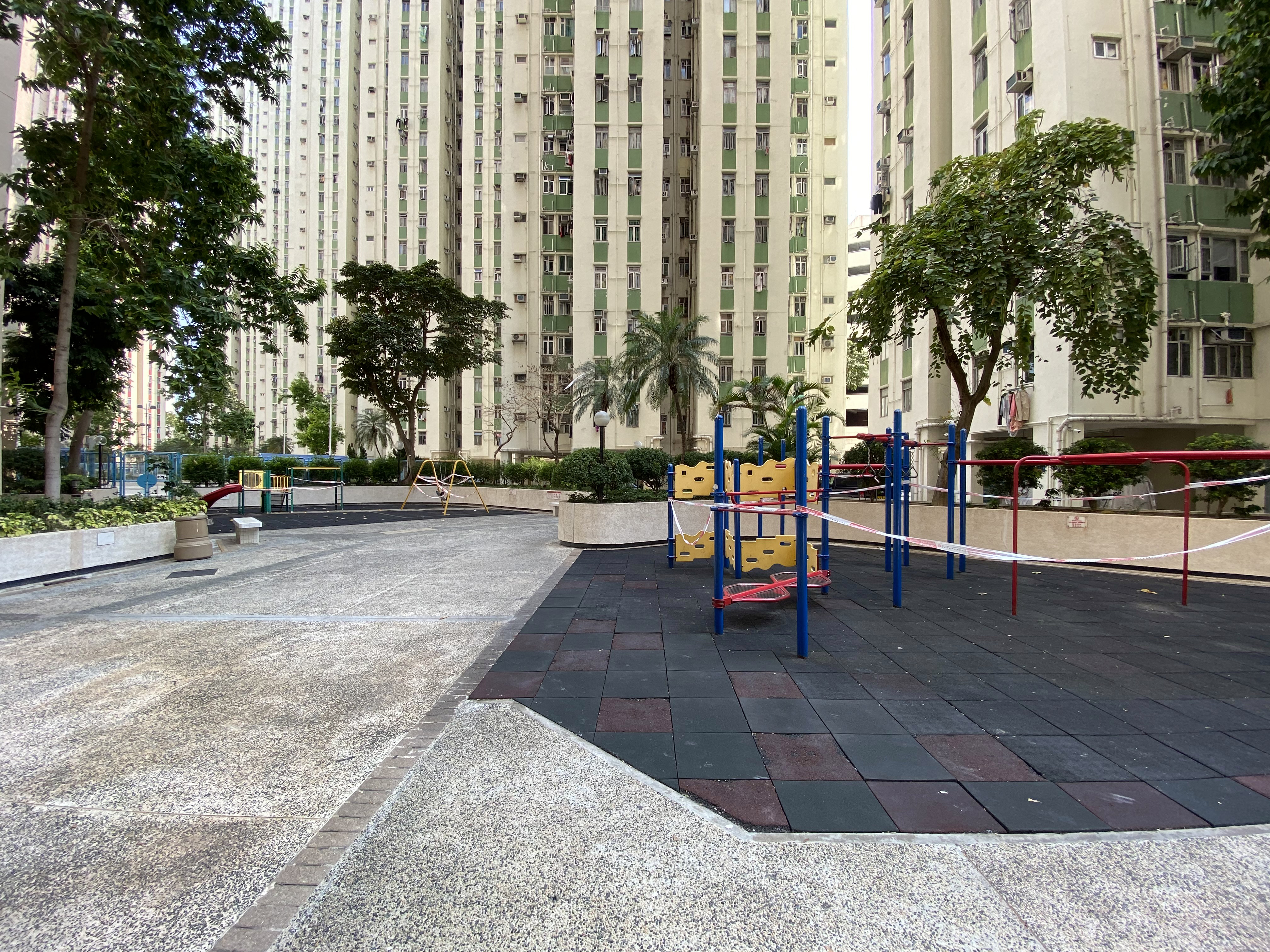
屋苑內設有兒童遊樂場和健身區
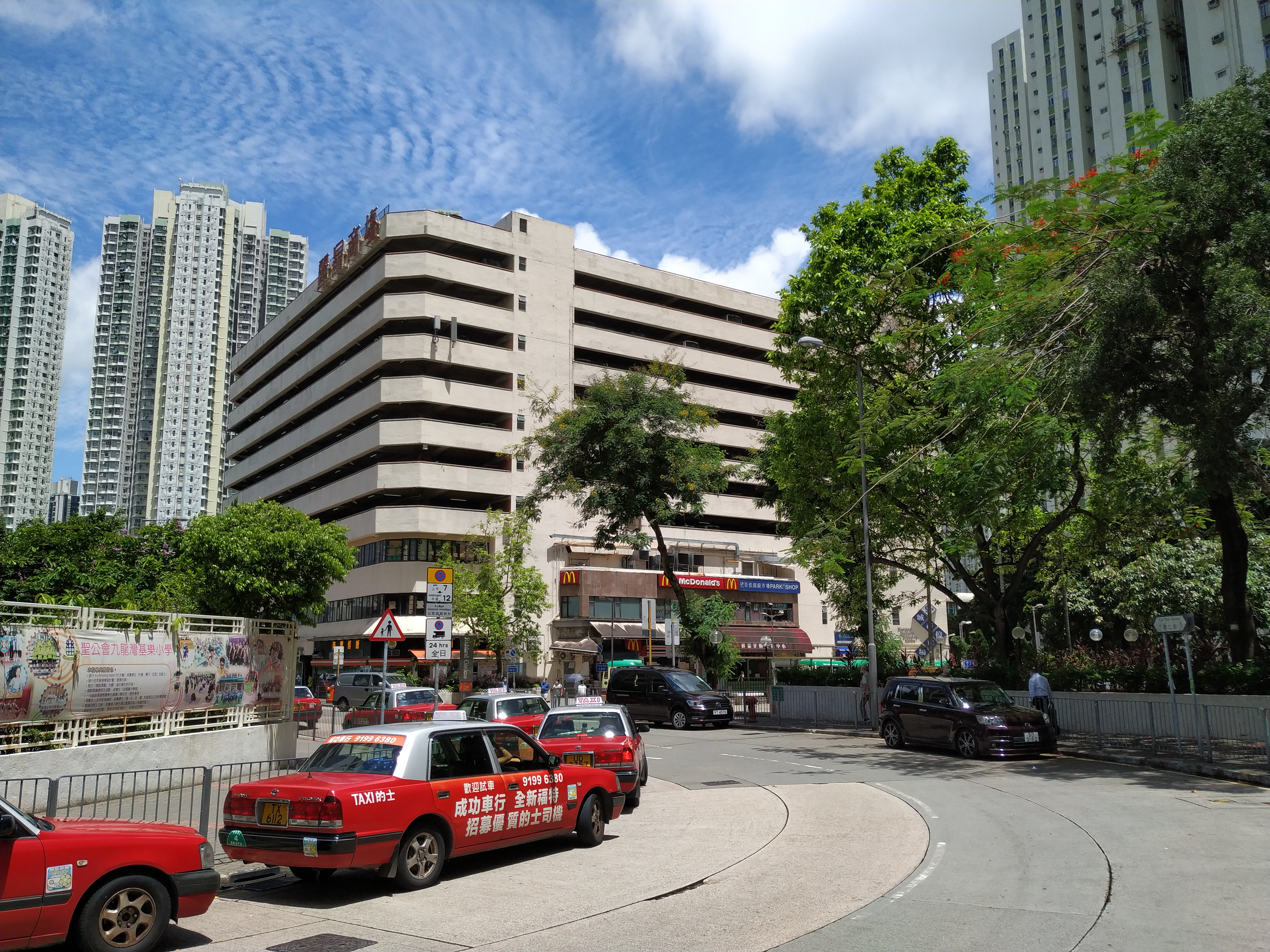
麗晶商場（2020年）
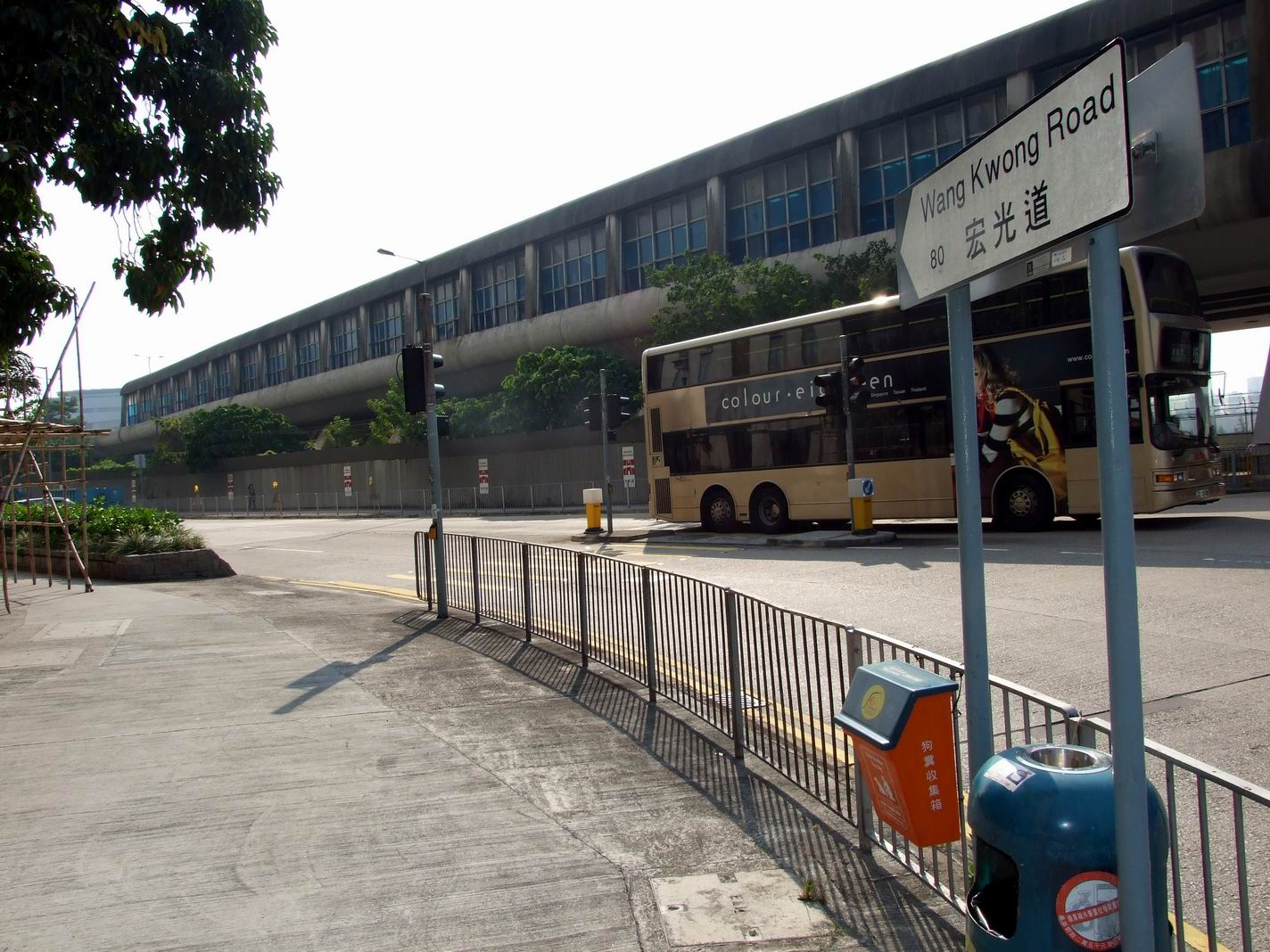
觀塘繞道隔音屏
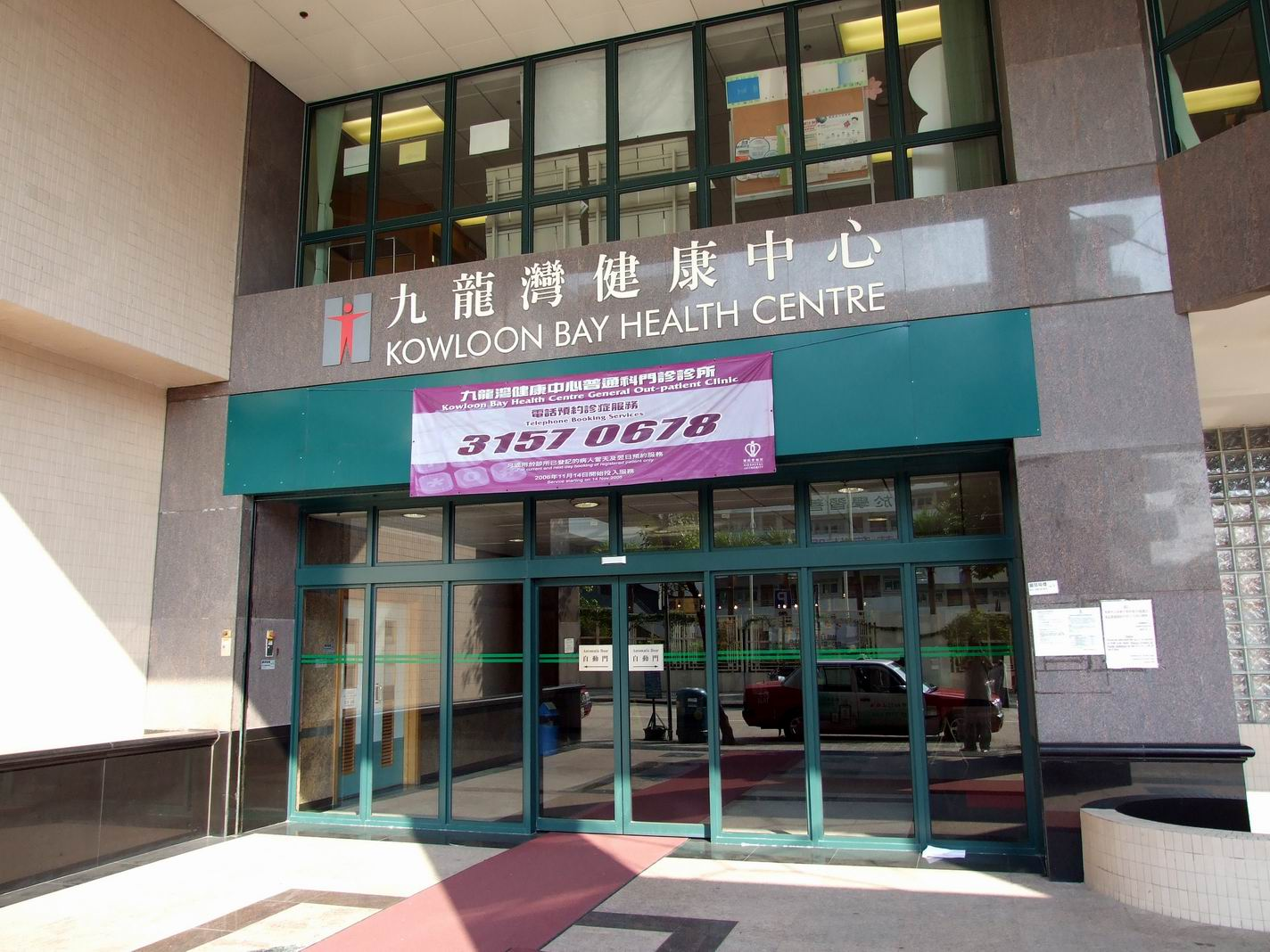
九龍灣健康中心

## 鄰近地方
- 啟晴邨
- 德朗邨
- 坪石邨
- 宏緻苑（建築中）
- 宏勵苑（建築中）
- 啟業邨
- 滙基書院九龍灣宏照道新校舍（審批中，現為中九龍幹線臨時地盤）
- 聖公會九龍灣基樂小學
- 天主教柏德學校
- 佛教慈敬學校
- 仁濟醫院羅陳楚思中學
- 保良局何壽南小學
- 聖公會聖十架小學
- 九龍灣健康中心
- 基督教家庭服務中心都市綠洲
- 明愛向晴軒
- 啟仁街休憩處
- 九龍灣公園

## （曾經）居於本屋苑著名居民

#### 影視
- 韋家輝：香港電影導演、監製；前無綫電視、前亞洲電視監製，製作當今「神劇」《大時代》、《還看今朝》。
- 陳山聰：無綫電視藝員，與父母居於18座。曾與賭王何鴻燊女兒何超雲有一段人所共知愛情。
- 歐陽靖：饒舌歌手，居於16 座。曾於 2011 年聖誕節前夕，與時任香港特首曾蔭權一起演出聖誕 rap 歌。
- 曾守明（已故）：前無綫電視綠葉演員，曾參演香港電影《國產凌凌漆》飾演「大圈仔劫匪的老大」。
- 王敏明（已故）：演員王維德胞姐，前無綫電視藝員。曾參演多個著名歌手 MV (張國榮 MONICA、譚詠麟的愛情陷阱)。

#### 新聞主播
- 嚴劍豪：前無綫電視、前亞洲電視新聞主播。
- 鄭萃雯：前無綫電視新聞主播。
- 陳珮瑩：前無綫電視新聞主播，居於21座。

## 事件／爭議

### 機場噪音
1986年，有居民入伙後，表示附近啟德機場的香港飛機工程公司引擎測試場就在旁邊，經常有噪音問題，不過居民投訴無門。

### 反對興建健康中心事件
1995年，政府提出將麗晶花園22座對面的啟仁街9號一幅土地興建九龍灣健康中心，該中心除提供一般醫療和學生保健服務外，還提供愛滋病治療服務，引起居民不滿。居民擔心健康中心對鄰近社區環境構成威脅，但衛生署認為該計劃符合人口和社區發展需要，指居民對愛滋病的認識不足。1996年1月，有居民在啟仁街近麗晶花園入口處非法搭建「司令台」表達不滿。同年5月27日工程展開時，百多名居民反對興建愛滋病治療服務而佔據馬路抗議。大批藍帽子到埸將部分人帶走。有被捕人士批警方使用過量武力，需要送上救護車。
居民潘進源和張愛琼等帶頭作出了非常激烈的抗議，包括堵塞通道阻止中心職員和使用者通過，對他們辱罵、展示帶歧視成分的橫額等。到1999年7月，平等機會委員會指居民有關行為觸犯《殘疾歧視條例》，協助5名有關人士向法院對居民提出法律程序，最後原告和被告達成和解。經歷4年的爭議，健康中心最終在1999年4月落成。

### 更改密碼事件

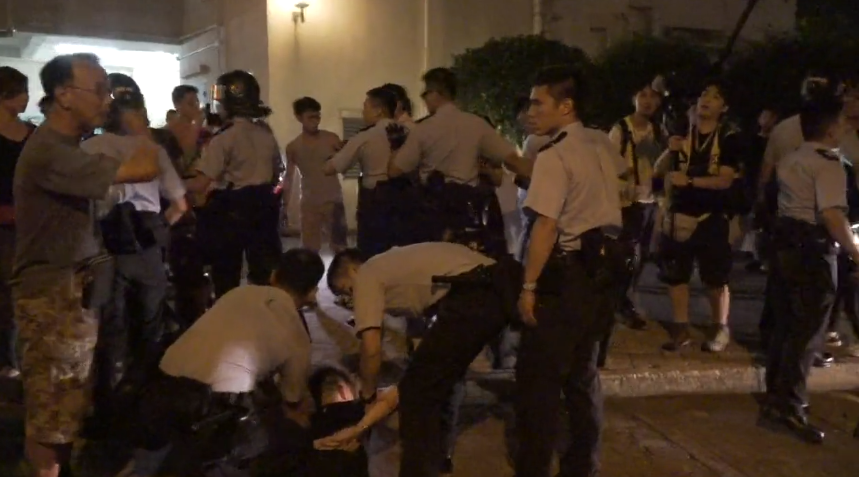
警方於8月26日凌晨約12時到達現場，街坊與警察持續對峙，期間最少拘捕一名男子

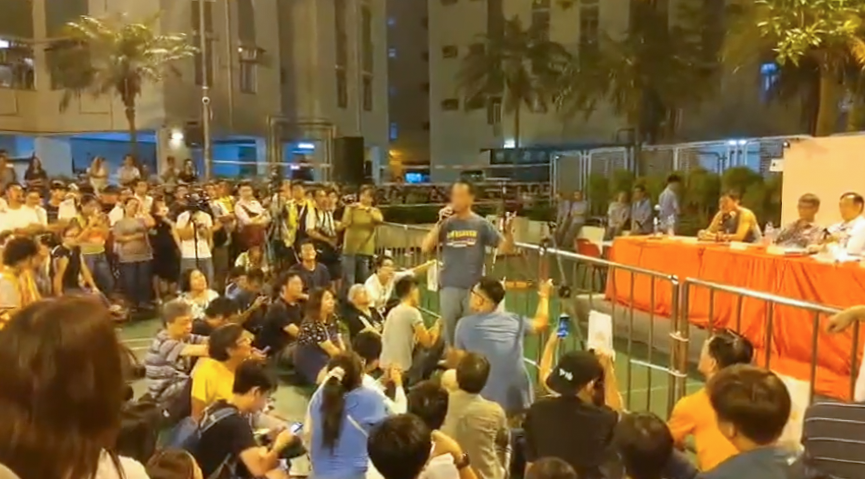
8月28日，約800名居民出席居民大會要求管業處解釋

2019年8月24日，屋苑於下午突然停用密碼並未有事前通知用戶，九龍灣麗晶花園管業處早前發出通告，稱由於各座密碼外洩，需要改用新密碼，並且決定於周一（26日）發放新密碼，要求居民改以匙卡或住戶證進入。住戶需要出示每戶有4-5張的住戶證或者匙卡才能入內。但住客不常攜帶匙卡外出，亦有大廈替更保安員因不認得居民而拒絕讓他們入內，造成不便。有居民說身穿黑衣的人被拒進入無法回家，部分穿黑衣住客甚至在屋苑範圍內被保安查問住戶證明。不少住客無家可歸，招致不滿，傍晚大批人前往管理處和屋苑保安部要求主管解釋事件。晚上11時許，一批警員和防暴警察到場，引起居民不滿並包圍警員，警員先到第9座大堂，及後再到管業處向高層了解。期間有人聲稱打人。防暴警察帶同盾牌和警棍推進展開拘捕，一度施放胡椒噴霧。警方指一名年約20歲及一名年約30歲的男子涉嫌包圍警車，並分別大呼「死黑警，嚟打我啦，X你老母」和「死黑警，X你老母，放咗佢啦，嚟幫手呀」兩句，以涉嫌在公眾地方行為不檢拘捕兩名居民。事後兩名涉拍打警車和高呼「黑警」的居民均獲准以自簽2000元、保守行為12個月，須付1000元堂費。
25日凌晨警方撤離，居民再次到管理處與保安理論要求交代各座大廈變更密碼一事，又爭論是有居民投訴樓下太吵因而報警還是有保安員不適因而報警。凌晨3時許居民散去。25日早上8時，居民再到管業處要求職員交代。有人展示日前張貼有關警員進入屋苑安排的告示，內容指任何政府執法部門或紀律部隊如警方、消防或醫護等要求進入屋苑範圍，除非因應法定許可文件要求協助、有罪案發生或居民要求協調，否則前線保安人員不會貿然讓他們進入。其後助理總經理到場向居民道歉，指自己通知及諮詢業主委員會後，決定改密碼，但居民向業主委員求證，有兩座業主委員表示沒有接獲通知，該助理總經理更正為通知「部分」業主委員。
28日，約800名居民出席居民大會要求管業處解釋，管業處承認安排不周，指已接納居民意見並於25日重設回原密碼及恢復門禁系統。大會結束後住戶提出三大訴求，包括業委會主席下台、管業處助理副總經理辭職及成立業主立案法團。

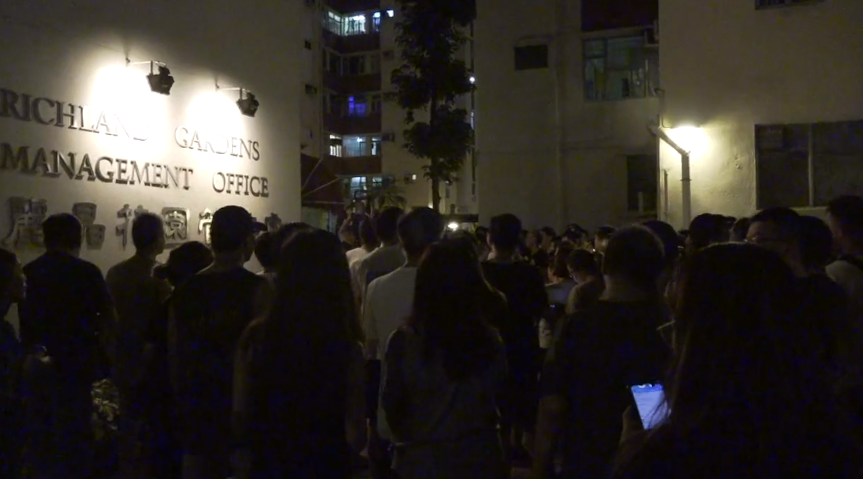
大批人前往管理處和屋苑保安部要求主管解釋事件
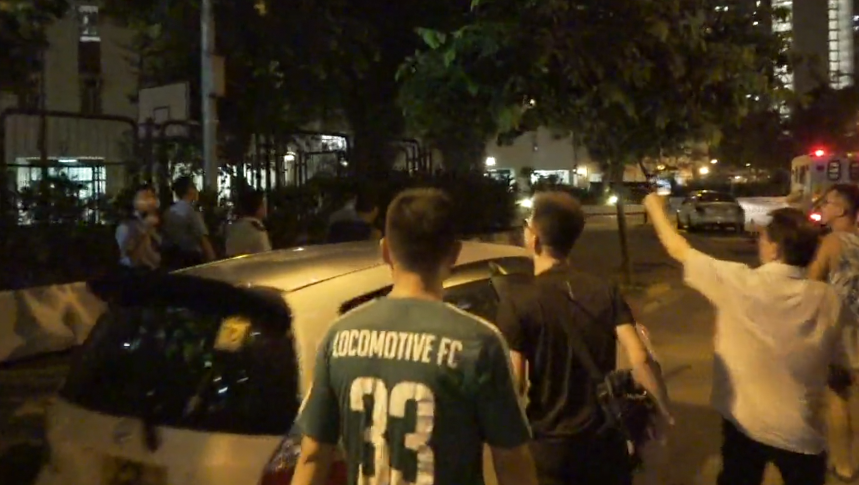
有警員進入麗晶花園，引起住客不滿
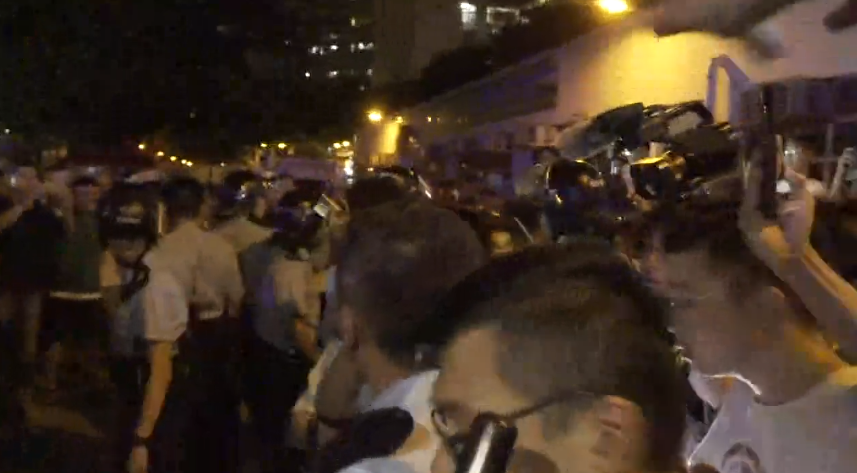
有住客包圍警車，警員其後噴胡椒噴霧
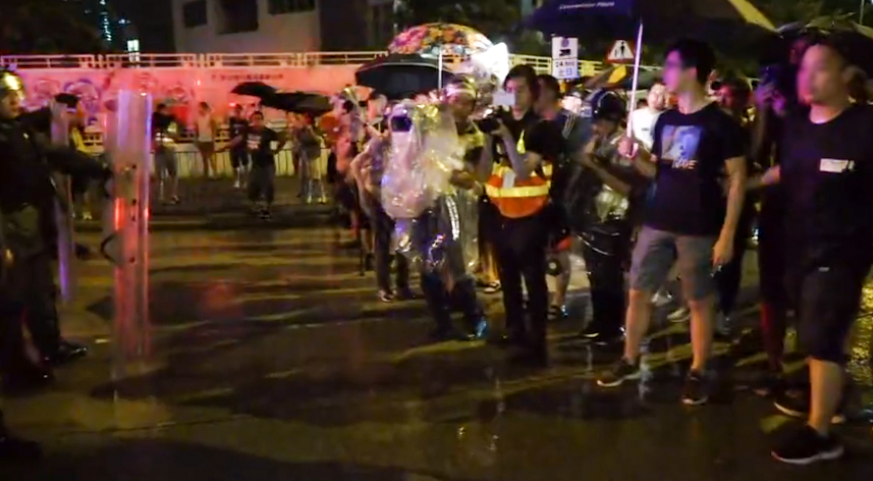
街坊與防暴警察持續對峙
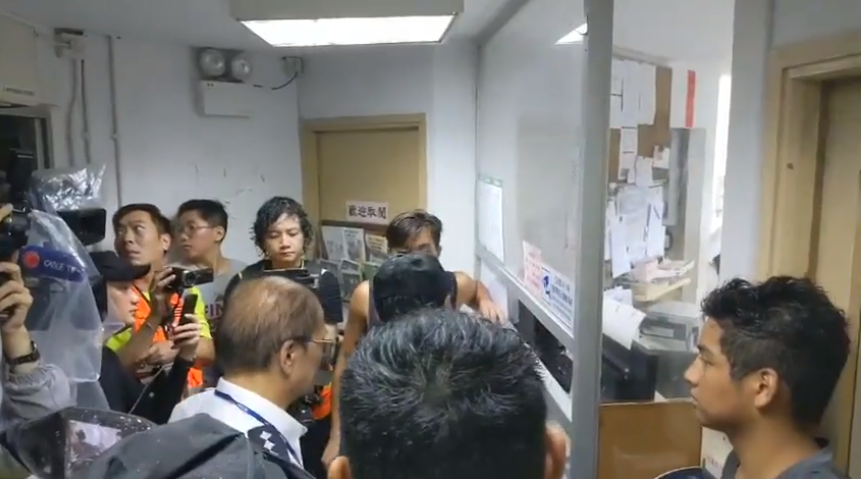
管理處內有居民和屋苑保安部要求解釋為何容許警員進入

### 反對健康中心列為指定診所事件

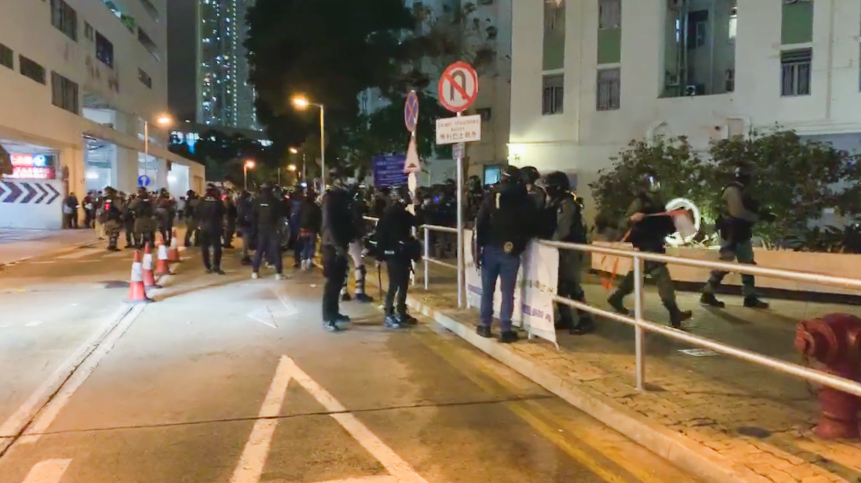
2月16日晚上，防暴警察及速龍小隊跑入屋苑內驅散，並舉起藍旗，警告現場人士正非法集結

2020年1月23日，政府公佈7個普通科門診將會視乎冠狀病毒疫情情況而轉為「指定診所」，鄰近麗晶花園的九龍灣健康中心為其中一所。當日麗晶花園業主委員會主席潘進源去信衞生署表達反對健康中心列為指定診所。2月2日晚上7時，當區區議員畢東尼与另一位区议员尹家謙、麗晶花園業主委員會及麗晶居民權益關注會在羽毛球場舉行居民大會，有200人參加。由2020年2月7日起的每個星期六日晚上，都有人在屋苑範圍內聚集，繞著私家路遊行呼叫口號，反對九龍灣健康中心列為指定診所。至2月23日為止遊行過6次。
2月7日和2月8日晚上，數十人圍繞麗晶花園一帶遊行，期間手持標語及高叫「反對肺炎指定診所」、「自己家園自己救」等口號，反對將九龍灣健康中心設為指定診所。不過首三次都是和平遊行，同期傳媒都在報導其他抗疫事件，麗晶花園的遊行未有引來大多主流傳媒的關注。在2月16日晚上的第4次遊行，初時都沒有引起衝突，唯至晚上10時許，有人在屋苑內堵路後，防暴警察和速龍小隊多次進入屋苑範圍驅散參與遊行的人士，向他們以及多名記者施放胡椒噴霧，也拉起封鎖線截查在場市民。防暴警察到場舉起藍旗，警告現場人士正非法集結。有警員稱非記者的人士禁止停留，否則會被搜查。驅散期間有一名男子曾被警方制服帶走，其後獲得放行。而喬裝警員在私家車上以單反相機拍攝在場記者和逗留人士。到晚上11時許警方離開後，仍有數十名居民在附近逗留，其後陸續散去。3月1日，黑衣人到九龍灣健康中心外擲汽油彈，不滿中心用作新型肺炎指定診所。

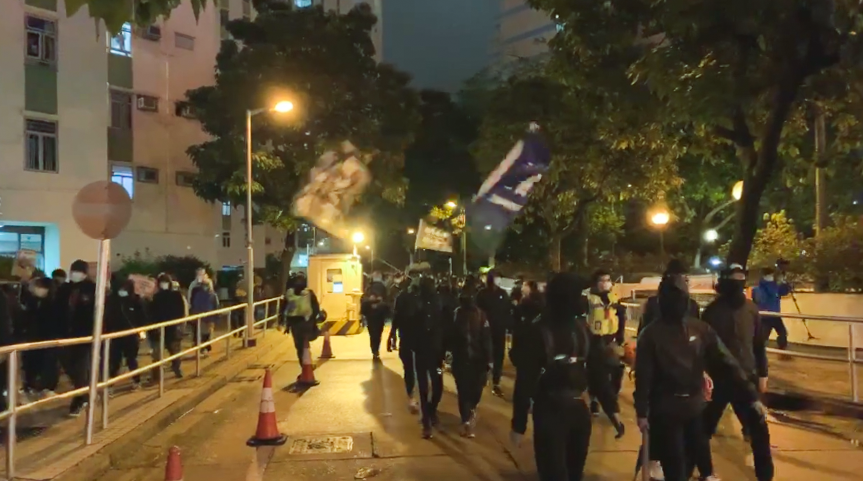
在2月16日的遊行中，可見光復香港，時代革命黑色和藍色旗幟
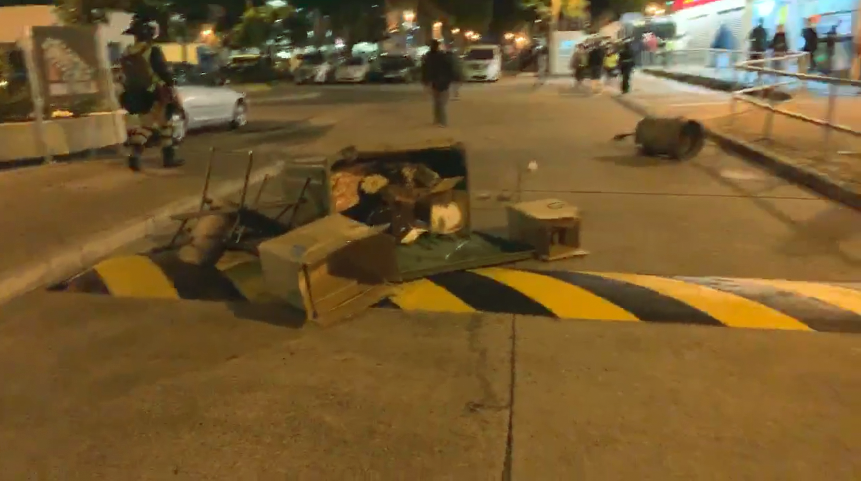
有人在屋苑內利用大型垃圾桶堵路
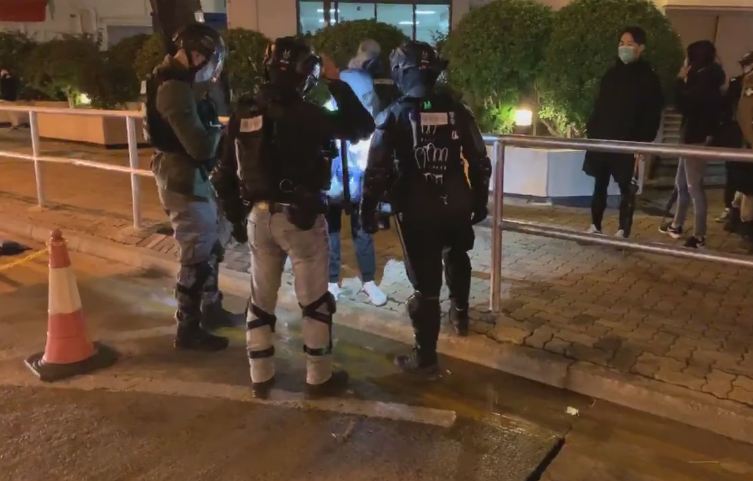
警員截查在場的市民
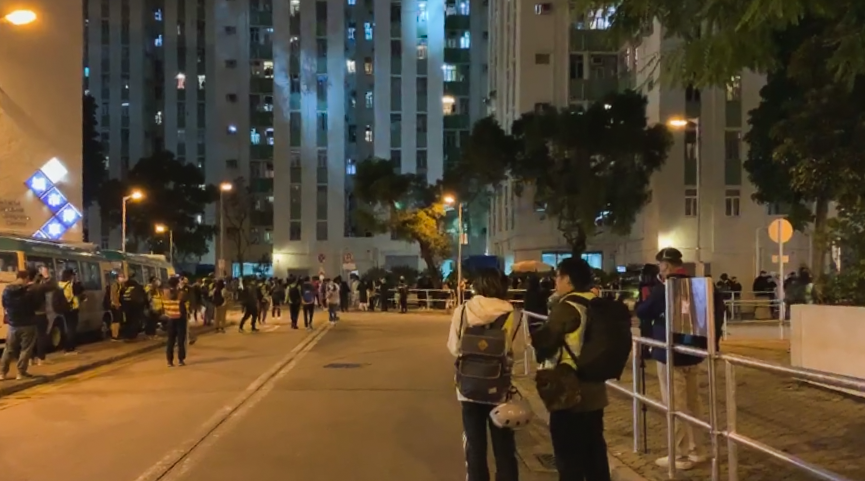
防暴警察用強燈光照向樓上住戶
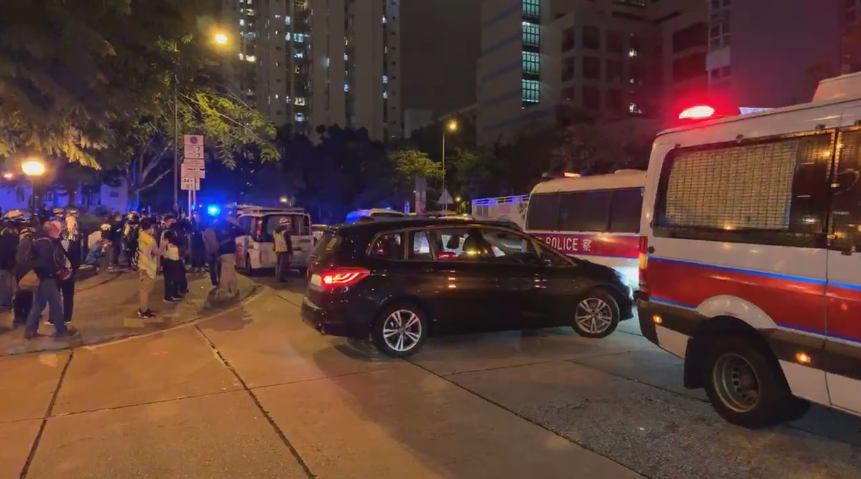
屋苑外停泊多輛警車

在2月22日和23日的第5次和第6次遊行中，多名遊行人士身穿黑衣，舉起光復香港，時代革命黑色旗幟和高叫口號，包括「反對肺炎指定診所」、「自己家園自己救」。期間也有人開香檳，慶祝早前有警員確診感染新型肺炎。大批防暴警察在場戒備，期間有使用強力強燈光照向遊行人士，引起遊行人士不滿。其後有警員進入屋苑範圍，再引起遊行人士對罵。一名保安人員上前了解後，警員便離開屋苑。3月1日星期日第7次（亦是最後一次）遊行中，有市民沿途高呼「反對肺炎指定診所，自己家園，自己救」、「麗晶人，反抗」，以及「光復香港，時代革命」、「解散警隊」、「香港獨立」等反修例和仇警口號，並呼籲在單位內的住客下樓參與遊行。屋苑外有多部警車戒備。晚上10時許，有黑衣人向九龍灣健康中心後方的花槽投擲汽油彈，消防到場處理，無人被捕。警方事後通緝3名黑衣人。而遊行結束後，防暴警察於麗晶花園外圍戒備。有市民在屋苑範圍內逗留被警員要求到屋苑外圍進行搜身，並要向出示住戶證或住址證明。其後有市民在家人陪同，出示住址證明後才獲放行。

### 擔任30年的業委會主席不獲擔任
2019年8月24日停用密碼和保安不准穿黑衣人士進入大廈的事件發生後，一群居民加入「麗晶居民權益關注組」，期望能監察業委會和管業處的運作。關注組齊集業主授權，在2020年8月15日一連兩日舉行「座代表」選舉，關注組派出的9名候選人全部當選。有候選人以110票比1票更大比數擊敗自1987年起擔任麗晶花園業委會主席，前民建聯區議員潘進源。現時非建制人士已佔屋苑大多數，希望能集齊3成業主授權，推動成立法團。

### 爆發新型冠狀病毒

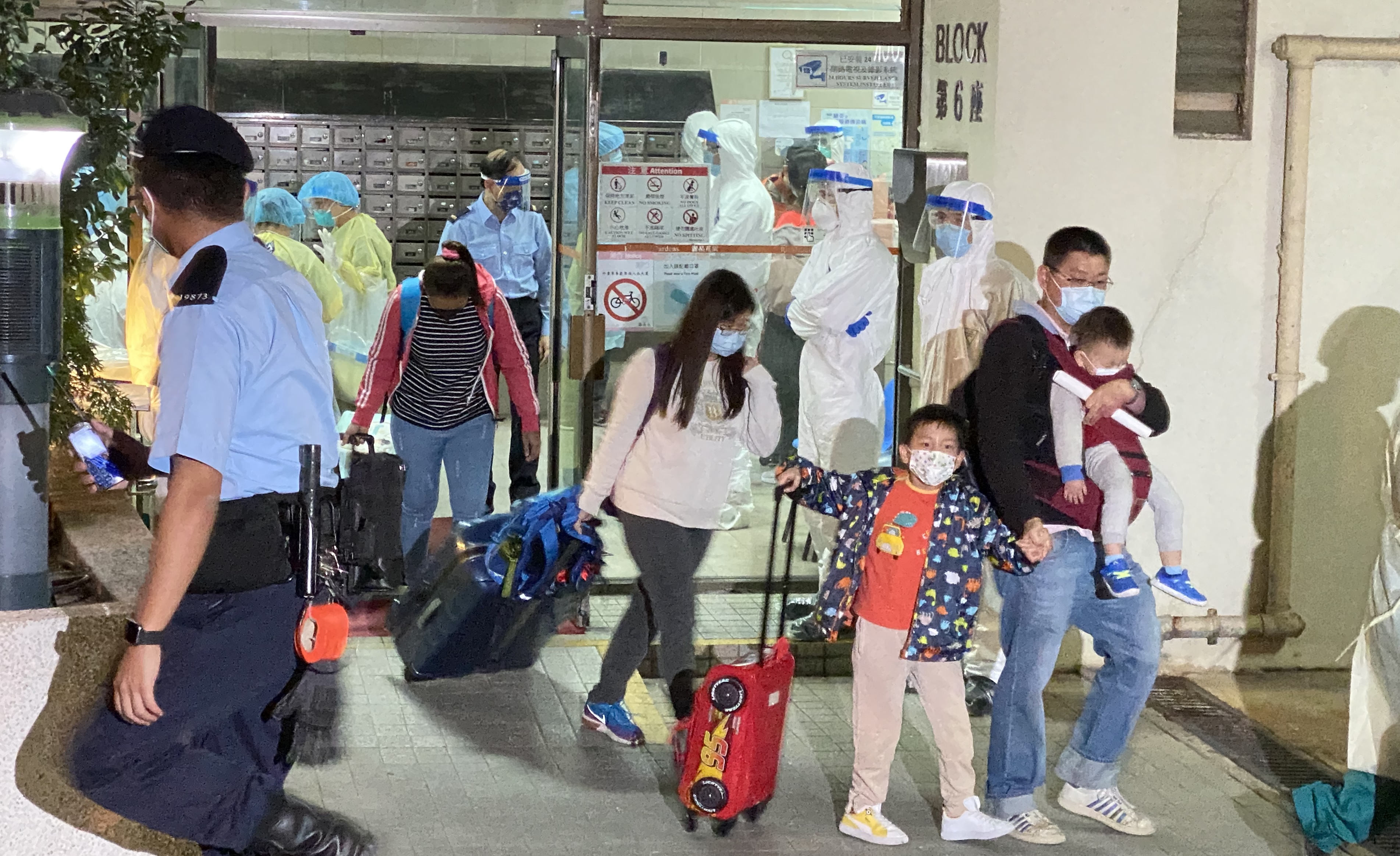
12月10日，大批警员和卫生署人员协助居民撤离往隔離中心

2020年12月10日，屋苑第6座D爆發新型冠狀病毒，累計共有10宗個案。所有D室住戶需要往隔離中心，其餘居民需要接受強制檢測。而港大微生物學系講座教授袁國勇早上曾經到該處考察，形容該處已經成為「疫區」，而喉管設計接近2003年爆發SARS的淘大花園。不過危險性肯定比淘大低。而政府將屋苑內一個羽毛球場臨時改為檢測中心。當局第6座確診單位中抽取的22個環境樣本中，8個樣本包括地台、渠口、廁所抽氣位等對病毒呈陽性。

### 成立業主立案法團
麗晶花園於2022年9月24日下午3時30分召開「成立法團業主大會」，第一屆業主立案法團獲得大比數選票，正式成立，由黃少瓊當選成為法團主席。大會有2,700多戶居民出席，業主立案法團在43,062份數（85.88%）贊成票，7,081份數（14.12%）反對下通過成立。

## 參看
- 香港居者有其屋列表
- 啓業邨
- 啟晴邨
- 德朗邨